# Nhaneca-Humbe

Ethnische Karte Angolas, Siedlungsgebiet der Nhaneca-Humbe ist hellblau gekennzeichnet

Nhaneca-Humbe,  auch Nyaneka-(N)Khumbi, Nyaneka-Humbi, ist eine Sammelbezeichnung für eine Anzahl von Bantu-Ethnien im Südwesten Angolas. Es werden unter diesen zwei Untergruppen unterschieden, die Nhaneca (Nyaneka, Haneka) und die Humbe (Nkhumbi, Ngumbi). Ihr Anteil an der angolanischen Gesamtbevölkerung liegt bei etwa 7 %. Im Jahr 1996 gab es etwa 150.000 Humbe und 300.000 Nhaneca.
Die Nhaneca-Humbe sprechen die eng verwandten, zu den Süd-Mbundu-Sprachen innerhalb der R-Bantusprachen gehörenden Sprachen Nhaneca und Humbe. Die sind jedoch bei den einzelnen ethnischen Gruppen recht unterschiedlich ausgeprägt, was dazu beiträgt, dass diese Gruppen (wie die Mwila, die Handa u. a. m.) sich nicht als zusammengehörig betrachten.
Wie die benachbarten Ovambo und Herero leben die Nhaneca-Humbe wesentlich von der Rinderzucht. Im Gegensatz zu den Herero sind sie jedoch keine reinen Hirten, sondern Hirtenbauern, produzieren also ihre pflanzliche Grundnahrung selbst.
In den traditionellen Glaubensvorstellungen sind Naturgeister unbekannt, dafür stehen Totengeister im Zentrum der Verehrung. Unter den Totengeistern werden mehrere Gruppen nach der sozialen Klasse der zugehörenden lebenden Personen unterschieden. Es gibt Geister von Königen und Adligen, Geister normaler Menschen, Geister von Schmieden, Jägern und Heilern sowie von anderen Ethnien übernommene Geister. Die Geister können Besessenheit auslösen. Opfer und Zeremonien im Rahmen von Besessenheitskulten und Initiationen stellen nach Beschreibungen aus der ersten Hälfte des 20. Jahrhunderts ein wesentliches Element der kultischen Handlungen dar.